# Sati (ceremonia)

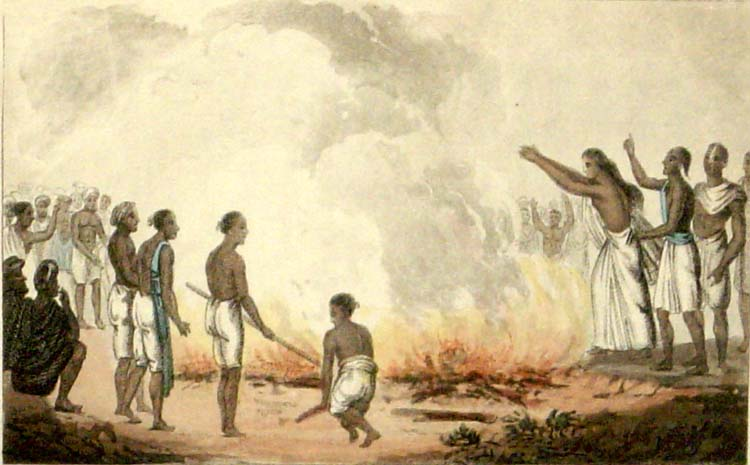
Hinduska żona palona na stosie wraz ze zwłokami męża, 1820 roku

Sati (dewanagari: सती; rodzaj żeński od sanskryckiego przymiotnika sat oznaczającego „idealny, czysty, prawdziwy”; używa się również terminu suttee) – zwyczaj, rytuał, ceremonia, czy też praktyka pogrzebowa, obecna wśród pewnych społeczności w Indiach, polegająca na samospaleniu wdowy żywcem wraz ze zwłokami męża na jego stosie pogrzebowym. Zwyczaj ten był zakazywany wiele razy. Ostatni zakaz w epoce kolonialnej miał miejsce w 1829 roku za czasów kolonii brytyjskiej. Wydawane też były w drugiej poł. XX w. przez władze Indii. Nazwa pochodzi od bogini Sati, żony boga Śiwy, znanej również jako Dakszajani, która jako pierwsza dokonała samospalenia, ponieważ nie mogła znieść upokorzenia, jakiego zaznał jej mąż ze strony jej ojca Dakszy. Termin ten może być również używany do określenia wdowy i oznaczać kobietę cnotliwą (pisany jest wtedy dużą literą). Sati pojawia się w pismach sanskryckich oraz napisanych w hindi, gdzie słowo to oznacza to samo co „dobra żona”; określenie suttee było często używane przez pisarzy pochodzenia angielsko-indyjskiego.

## Historia

### Pierwsze wieki

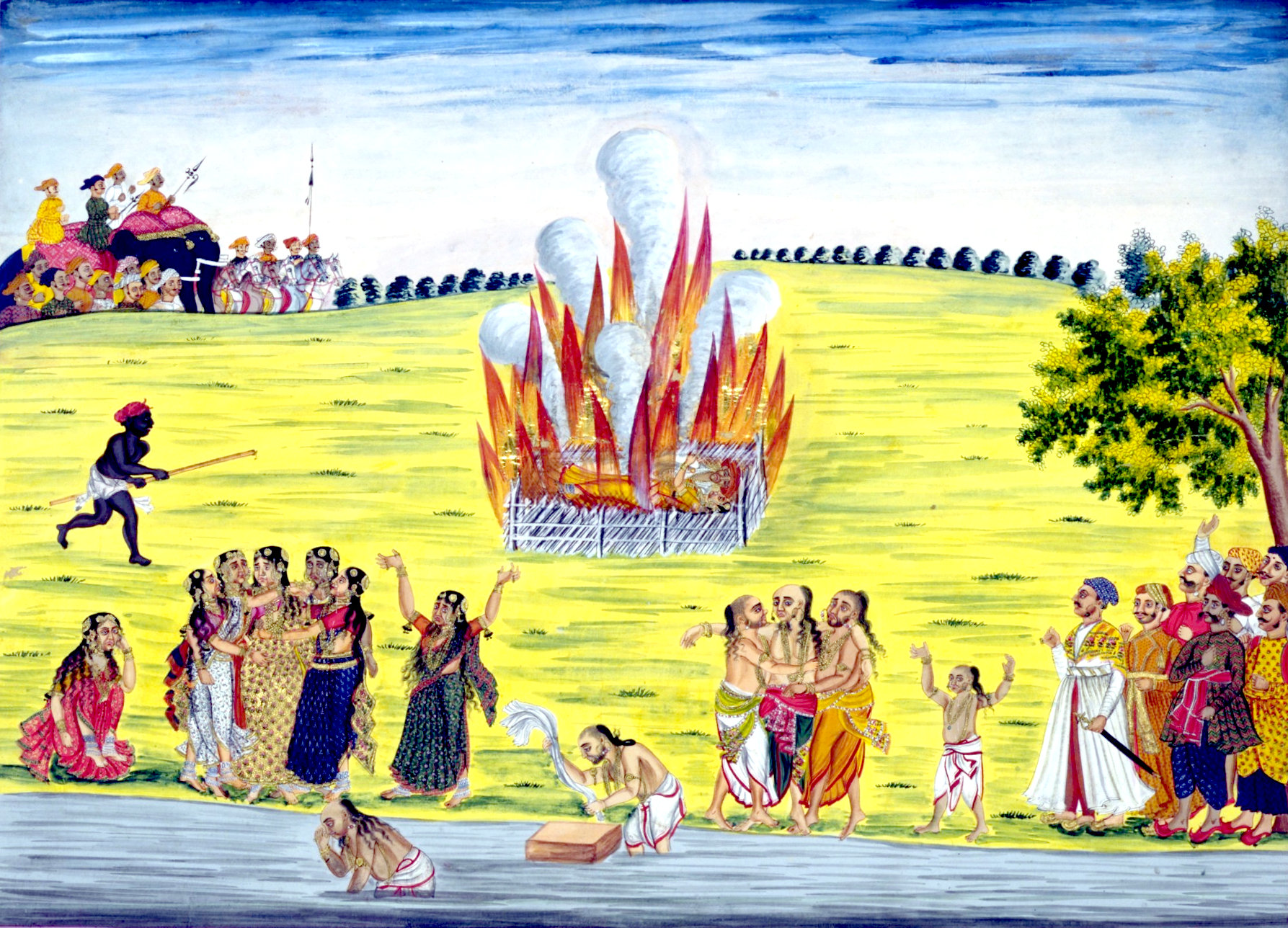
Ceremonia sati

Istnieje niewiele wiarygodnych zapisków na temat sati z czasów sprzed Imperium Guptów (istniejące między 320 a 550 rokiem n.e.). Po tym czasie zaczęły powstawać pomniki upamiętniające przypadki wykonywania rytuału – były to często rzeźbione kamienie z inskrypcjami. Najstarszy odnaleziono w Saugor, w stanie Madhya Pradesh, ale największy zbiór takich kamieni datowanych na lata późniejsze odnaleziono w Radżastanie. Te kamienie, nazywane devli lub sati, stawały się sanktuarium zmarłej kobiety, która traktowana była jak obiekt czci i kultu. Najbardziej znane kamienie znajdują się w Indiach zachodnich. Opis sati występuje również w greckiej relacji z pobytu w Pendżabie napisanej w I wieku p.n.e. przez historyka Diodora Sycilijskiego. Dla braminów sati zakazane było przez Padmapuranę. Rozdział datowany na około X wiek wskazuje, że kiedy dla kobiet kszatrijów był to akt szlachetny, ktokolwiek kto został przyłapany na asystowaniu przy samospaleniu braminkom, popełniał, według prawa braminów, morderstwo.
Do X wieku sati, rozumiane w dzisiejszym znaczeniu, było znane na całym subkontynencie. Pojawiało się w rzadko, w lokalnych odmianach, aż do XX wieku.
Niektóre przypadki dobrowolnego samospalenia zarówno kobiet jak i mężczyzn, które mogą być częściowo uważane za historyczne, są opisane w Mahabhabaracie i innych księgach. Natomiast zarówno składanie w ofierze czy samospalenie nie są w Mahabharacie uważane za zwyczaj. Termin sati na określenie samospalenia w Mahabharacie się nie pojawia. Samospalenia rozumiane są jako wyraz ogromnego żalu po stracie ukochanego.
Aristobulus z Kassandrei, historyk grecki, który brał udział w ekspedycji Aleksandra Wielkiego do Indii, odnotował praktykę sati w mieście Taksila. Późniejsze przykłady dobrowolnego samospalenia wraz z ciałem męża pojawiają się w relacji indyjskiego żołnierza w armii Eumenesa z Kardii, którego dwie żony rywalizowały o możliwość śmierci na jego stosie pogrzebowym w 316 roku p.n.e. Grek uważał, że praktyka ta została wprowadzona dlatego, by zniechęcić żony do trucia swoich mężów.
Dobrowolna śmierć kobiet podczas pogrzebów ich mężów była opisywana w północnych Indiach jeszcze przed Imperium Guptów. Pierwotne praktyki nazywano anumarana i były bardzo rzadkie. Anumarana nie była podobna do późniejszego rozumienia sati, ponieważ praktyki te nie ograniczały się tylko do wdów. Samobójstwo po śmierci ukochanej osoby mógł popełnić każdy, mężczyzna czy kobieta, okazując swoje przywiązanie do zmarłego. Mogli to być członkowie jego rodziny, słudzy, wyznawcy czy przyjaciele. Czasami samobójstwa te wynikały ze ślubów wierności i posiadały pewne podobieństwo do późniejszej tradycji junshi w Japonii (średniowiecznego rytualnego samobójstwa poddanego po śmierci jego pana).
Zakłada się, że sati w przypadku wdowieństwa i małżeństwa dziewczynek były zwyczajami, które miały zapobiec nadwyżce kobiet i mężczyzn w danej kaście i by zachować endogamię.

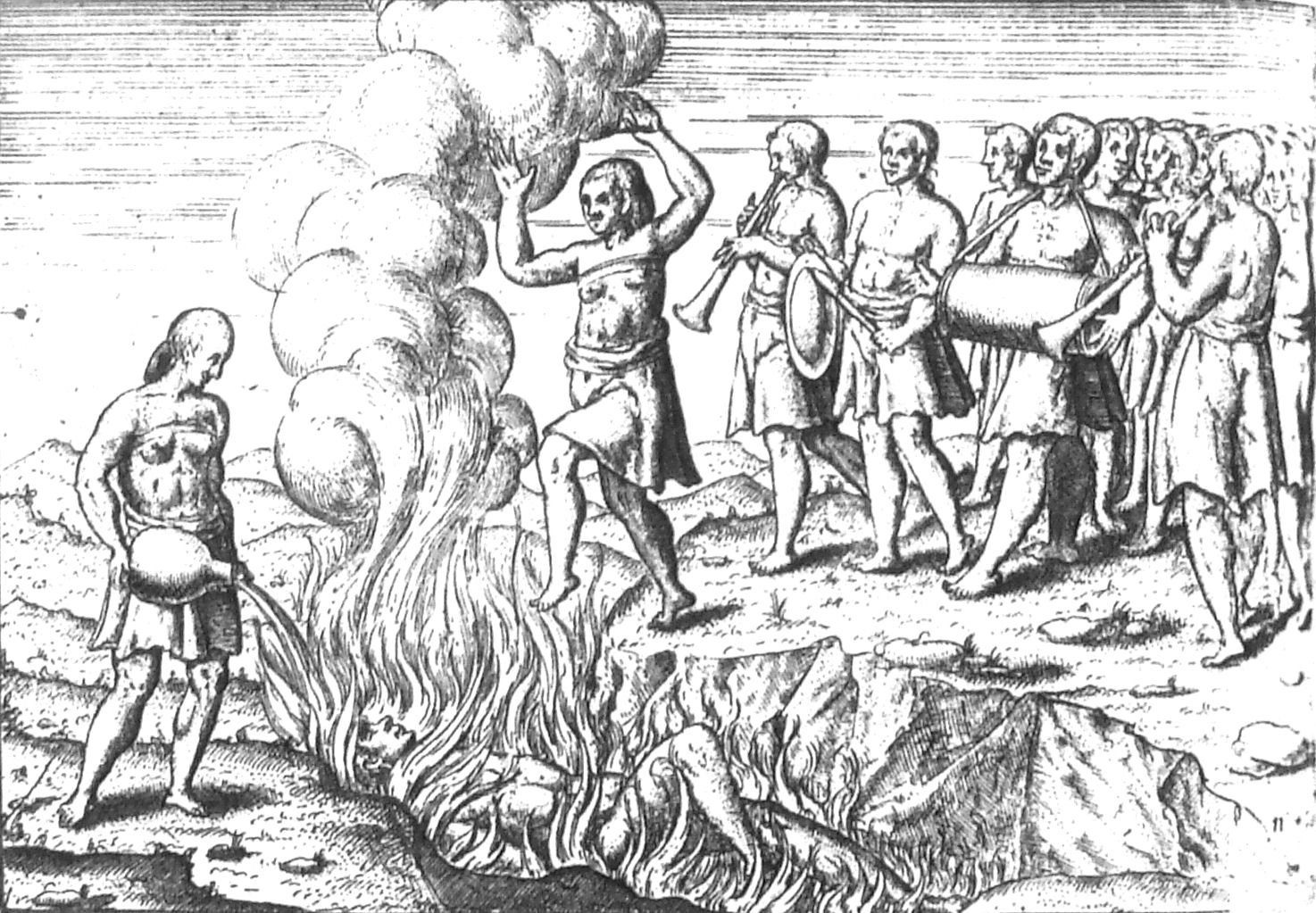
Rysunek przedstawiający rytuał sati na Bali, 1597 rok

W trakcie rządów Sułtanatu Delhijskiego wdowa musiała uzyskać wcześniejszą zgodę na dokonanie rytuału, co miało zapobiec przymuszeniom. Później stało się to jednak tylko formalnością.

### Panowanie Mogołów (1526–1858)
Mogołowie naciskali na zlikwidowanie rytuału sati, pomimo że zwykle niewiele ingerowali w lokalne zwyczaje. Mogolski władca Humajun (1508–1556) był pierwszym, który uchwalił królewski dekret przeciwko tej praktyce, co spotkało się z odmową ze strony lokalnej społeczności hinduskiej. Następnie Akbar (1642–1605) wydał oficjalnie zarządzenie zakazujące sati, w którym żadna kobieta nie mogła dokonać ceremonii bez zgody szefa lokalnej policji (kotwal), który miał za zadanie odwlekać decyzję tak długo, jak tylko możliwe. Potencjalnej Sati oferowane były pensjonaty, upominki i pomoc rehabilitacyjna, by powstrzymać ją przed popełnieniem tego aktu. Mogołowie rygorystycznie zakazali również dokonywania sati na dzieciach, co przyczyniło się do uratowania wielu z nich. Jean-Baptiste Tavernier piszący pod rządami Szahdżahana, zauważył, że palenie wdów z dziećmi nie było pod żadnym pozorem dozwolone, a w innych przypadkach naczelnicy niechętnie dawali zezwolenie, chyba że zostali przekupieni.
Kolejny władca Imperium Mogołów, Aurangzeb, był największym przeciwnikiem sati. W grudniu 1663 roku wydał „rozporządzenie zakazujące wydawaniu zezwoleń na palenie kobiet we wszystkich krajach będącymi pod rządami Mogołów”. Jednakże możliwość obchodzenia rozporządzeń rządowych poprzez łapówki nadal istniała. Późniejsi podróżnicy europejscy zarejestrowali, że pod koniec rządów Aurangazeba liczba sati uległa zmniejszeniu i była bardzo mała, akceptowana jedynie przez niektórych radżów.

### Terytoria brytyjskie i innych krajów europejskich
Pod koniec XVIII wieku praktyka sati została zakazana na terytoriach będących we władaniu Europejczyków: Portugalczyków na Goa około 1515 roku, Holendrów i Francuzów w Chinsurah i Pondichery. Brytyjczycy, którzy rządzili większością subkontynentu i Duńczycy, którzy władali Tarangambadi i Serampore, zakazali go do końca XIX wieku.
Brytyjczycy idąc za przykładem wczesnych Mogołów, starali się przez pewien czas normować rytuał sati wymagając, żeby był on przeprowadzany w obecności ich urzędników i ściśle według zwyczaju. W XVIII wieku przez niektórych brytyjskich urzędników zostały podjęte próby ograniczenia lub zakazu tej praktyki, ale nie otrzymali oni poparcia Brytyjskiej Kompanii Wschodnioindyjskiej. Pierwszy formalny zakaz brytyjski został ustanowiony w 1798 roku tylko w Kalkucie, natomiast w pozostałych regionach rytuał nadal był praktykowany. Do końca XVIII wieku kościół ewangelicki Wielkiej Brytanii i jego członkowie w Indiach rozpoczęli kampanie przeciwko sati. Liderów tych kampanii z Williamem Careyem i Williamem Wilberforce'em na czele, motywowała, jak twierdzili, miłość do Hindusów i chęć zapoznania ich z chrześcijaństwem. Te właśnie ruchy nakłoniły Kompanię do zakazania rytuału sati, a w rejonie Bangalore od 1813 roku rozpoczęto zbieranie danych na jego temat.

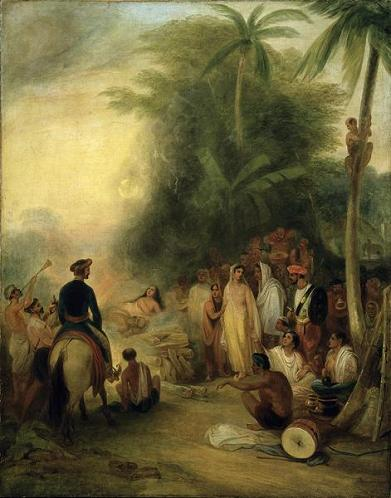
Sati, James Atkinson, 1831

Lider rozrastającej się sekty Swaminarayan, Sahajanand Swami miał duży wpływ na likwidację sati. Argumentował, że praktyka ta nie ma potwierdzenia w Wedach, ponadto tylko Bóg ma prawo zabrać dane wcześniej życie. Postulował, że wdowy mogłyby kontynuować swoje życie, które być może doprowadziło by je ostatecznie do zbawienia. Sir John Malcolm, gubernator Bombaju popierał Sahajananda Swamiego w jego dążeniach, które doprowadziły do wielu innych reform społecznych.
Od około 1812 roku bengalski reformator rozpoczął kampanię przeciwko sati. Jego własna bratowa została do niego zmuszona i było to wydarzenie, które zmotywowało go do działania. Odwiedził on m.in. miejsca kremacji w Kalkucie, by przekonywać wdowy do zaprzestania sati, zatrudniał też grupy, które pomagały mu je uświadamiać, pisał również i rozpowszechniał artykuły udowadniające, że rytuał ten nie jest zawarty w pismach.
4 grudnia 1829 roku ceremonia sati została oficjalnie zakazana na ziemiach należących do Bengalu, przez gubernatora Williama Benticka. Zakaz ten zakwestionowano w sądzie i sprawa została przekazana do Londynu, gdzie ją poparto w 1923 roku. Niewiele później rytuału zakazały również pozostałe terytoria należące do Kompanii. Pomimo że pierwotny bengalski zakaz sati był raczej bezkompromisowy, w późniejszych latach władze brytyjskie załączyły do niego przepisy łagodzące, na przykład w przypadku, gdy „osoba była powyżej osiemnastego roku życia i zdecydowała się na śmierć z własnej woli”.
Sati pozostało legalne w niektórych Stanach Książęcych, podczas gdy w innych rejonach kolonii brytyjskiej zostało ono zniesione. Jaipur zakazał rytuału w 1846 roku. Nepal praktykował sati jeszcze przez większą część XX wieku.
Na indonezyjskiej wyspie Bali ceremonia sati (znana jako masatya) była kontynuowana aż do 1905 roku, kiedy to rządy kolonii holenderskiej ostatecznie jej zakazały.

### Czasy współczesne

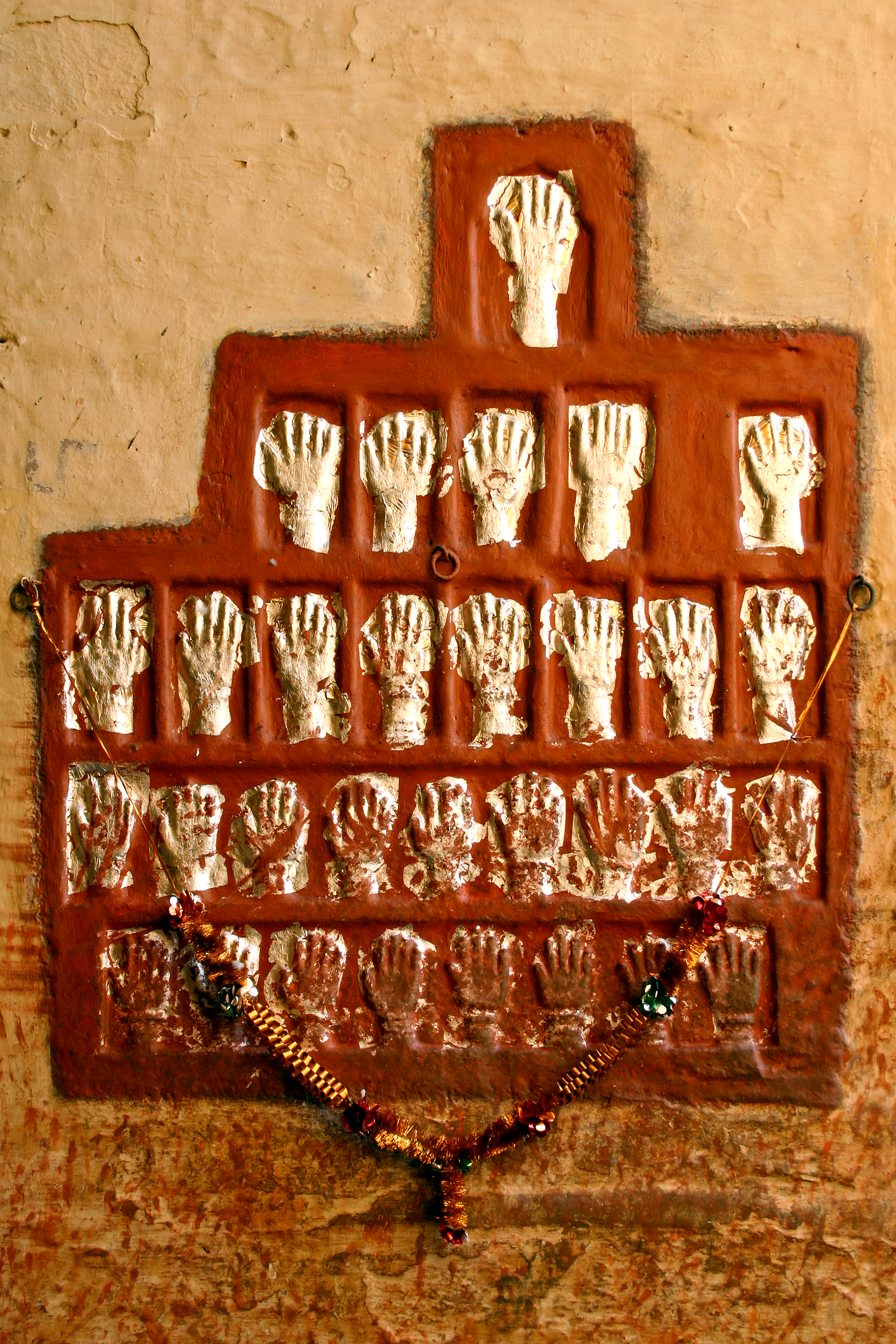
Kapliczka poświęcona żonom maharadżów z Dźodhpuru, które dokonały sati.

Protesty mające miejsce po sati dokonanym przez Roop Kanwar doprowadziły do ustanowienia przez  rząd indyjski 1 października 1987 roku Rajasthan Sati Prevention Ordinance, a następnie, również w 1987 roku, Commission of Sati (Prevention) Act.
Prevention of Sati Act stanowi, że nielegalne staje się pomaganie, gloryfikowanie i udział w sati. Osoba biorąca udział, a zwłaszcza zmuszająca lub wymuszająca wykonanie ceremonii sati może być skazana na karę śmierci lub dożywocie, podczas gdy kara za gloryfikację wynosi od 1 do 7 lat więzienia.
Obecnie prawo nie robi różnicy pomiędzy biernymi obserwatorami a uczestnikami czynnymi. W obydwu przypadkach takie osoby są uznawane za winne. Pozostałe zarządzenia mają na celu powstrzymanie gloryfikacji zmarłych kobiet poprzez wznoszenie pomników czy świątyń na ich cześć, zachęcanie ludzi do pielgrzymowanie w miejsca stosów pogrzebowych i pozyskiwanie dochodów z takich miejsc.
Mimo rygorystycznych zakazów, po ich ustanowieniu odnotowano kilkanaście przykładów wykonania rytuału sati, np. w roku 1973, gdy Savitri Soni poświęciła swoje życie wraz ze swoim mężem w wiosce Kotadi w dzielnicy Sikar w Radżastanie. Wydarzenie to widziało tysiące ludzi.
Egzekwowanie przepisów nie jest jednak zawsze konsekwentne. Krajowa Rada Kobiet w Indiach zasugerowała zmiany dotyczące błędów zawartych w tych ustawach, np. zakazywania praktykowania kultów w starożytnych świątyniach, co jest sprawą kontrowersyjną.
Pomimo dużej liczby zakazów i ustaw, ceremonia sati nadal jest w Indiach praktykowana (choć dość rzadko), a kobiety są do niej przymuszane lub też poddają się jej dobrowolnie, choć wielu próbowało jej zapobiec poprzez zakazy i wzmacnianie prawa przeciwko niej. Przykładem może być przypadek 55-letniej wdowy Charan Shah, która 11 września 1999 roku spłonęła na stosie swojego męża w wiosce Satpura w stanie Uttar Pradesz. Jej śmierć na stosie pogrzebowym wywołała dużo kontrowersji. Zastanawiano się, czy dokonała sati dobrowolnie, czy została do niego przymuszona. Charah Shah rzekomo nie pragnęła dokonać sati i nikt nie widział jej koło stosu pogrzebowego do czasu, gdy skoczyła w ogień. Mieszkańcy wsi, łącznie z jej synami, twierdzili, że stała się ona sati z własnej woli i że nikt jej do tego nie zmuszał. Odprawiano więc modły w jej domu i wkrótce stał się on świątynią dla mieszkańców, a kobieta – boginią; oddają jej teraz cześć i składają jej ofiary.

## Praktyka
Sati (Prevention) Act (1987) część I, sekcja 2(c) definiuje sati jako palenie albo palenie żywcem:
- każdej kobiety razem z ciałem jej zmarłego męża lub innego krewnego lub z każdym produktem czy rzeczą mającą związek z mężem lub krewnym;
- każdej kobiety razem z ciałem jej krewnego, niezależnie od sposobu śmierci, ale dobrowolnie ze strony wdowy lub kobiety[25].

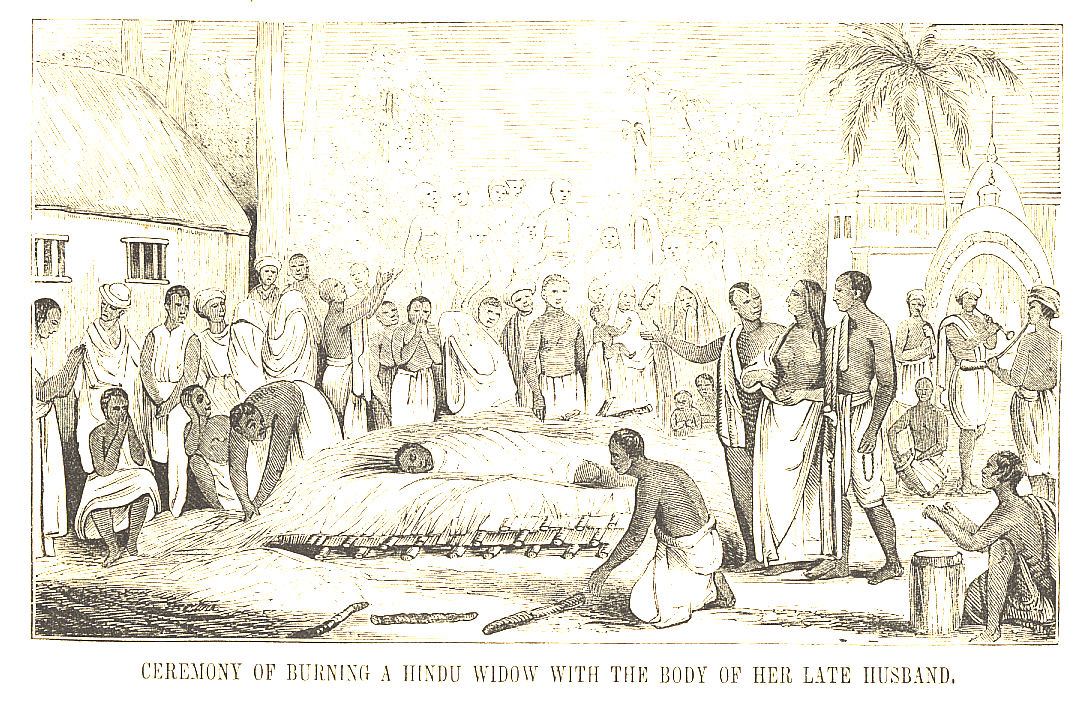
Ceremonia palenia hinduskiej wdowy razem z ciałem jej zmarłego męża z Pictorial History of China and India, 1851.

Rytuał sati musi być dobrowolny i wiele z tych aktów było nieprzymuszonych. Może być on w pewnych społecznościach oczekiwany od wdów, a zakres, w jakim presja i oczekiwania społeczne stanowią przymus, to kwestia, nad którą się dziś debatuje. Jednakże zdarzały się przypadki, gdzie chęć wdowy dokonania sati nie była mile widziana przez innych i gdzie starano się zapobiegać śmierci.
Tradycyjnie pogrzeb powinien odbyć się kilka dni po śmierci. W tym czasie podejmuje się również decyzję o sati, jednak jeśli mąż zmarł w innym miejscu, wdowa może się poświęcić w ofierze w dniach późniejszych.
Sati często podkreśla związek pomiędzy wdową a jej zmarłym mężem. Na przykład bardzo często kobiety ubierały się w szaty ślubne i przyozdabiały biżuterią. W podobnym rytuale zwanym jahuar (lub saka), zarówno mąż, jak i żona przywdziewają szaty ślubne, powtarzają ceremonię ślubną i odchodzą, by umrzeć osobno.
Zapiski ukazują wiele wariantów rytuału. Większość z nich opisuje kobietę siedzącą lub leżącą na stosie pogrzebowym obok ciała zmarłego męża. Inne przedstawiają kobietę idącą lub skaczącą w płomienie po rozpaleniu ognia. Nieliczne opisy ukazują samą kobietę siedzącą na stosie, która podpala go własnymi rękoma.
Według autorów Dharmaśastry, nauczyciele bramińscy, zaniepokojeni stanem moralności wśród ludzi, twierdzą, że istnieje kilka warunków będących przeszkodą dla sati. Zgodnie z interpretacją Parasary Smrti, jeśli kobieta jest w ciąży, ma menstruację lub jej cykl miesiączkowy nie jest regularny (co może wskazywać, że jest w ciąży), nie może ona towarzyszyć swojemu mężowi na stosie pogrzebowym.

### Przymus

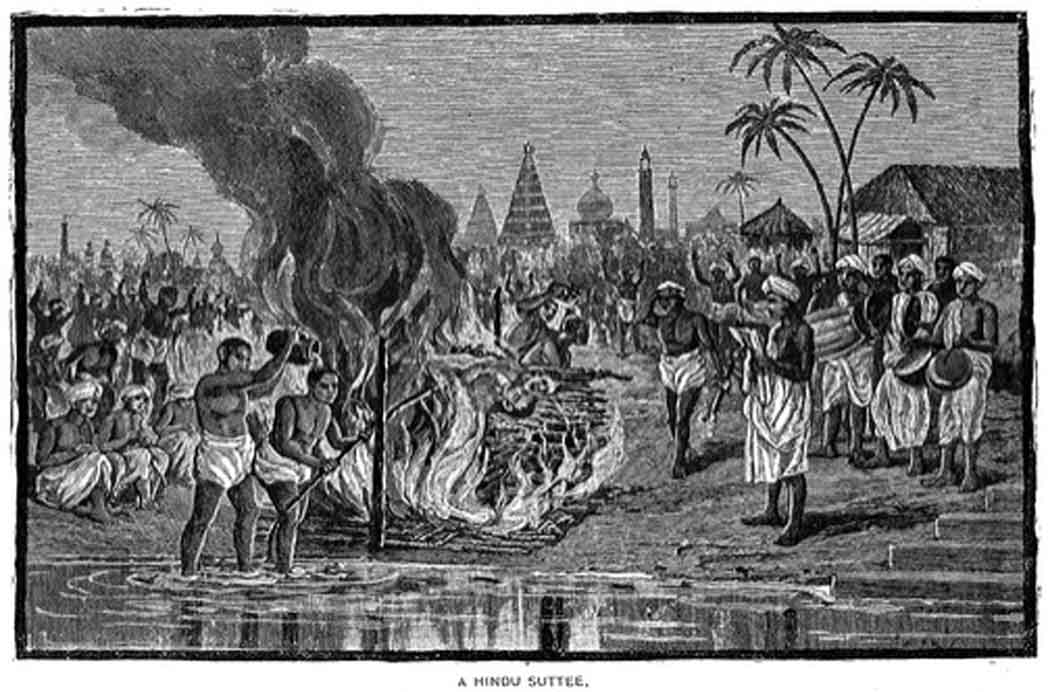
A Hindu Suttee, 1885.

Sati bardzo często opisuje się jako rytuał dobrowolny, jednakże w niektórych przypadkach może być on wynikiem przymusu. Można znaleźć opisy kobiet będących pod wpływem narkotyków, bhang lub opium, przywiązywanych do stosu, by powstrzymać ją przed ucieczką po rozpaleniu ognia.

### Królewskie pogrzeby
Królewskie pogrzeby często oznaczały również śmierć wielu żon i konkubin. Wiele z takich przykładów dostarcza nam historia Radżastanu. Na przykład maharani Raj Rajeshwari Devi z Nepalu została regentką w 1799 roku w imieniu swojego syna Girvan Yuddha Bikram Shah Deva po abdykacji jej męża, Rana Bahadur Spaha, który został sannjasinem. Jej mąż powrócił i objął władzę ponownie w 1804. W 1806 został zamordowany przez swojego brata i 10 dni później, 5 maja 1806 roku, wdowa po nim została zmuszona do dokonania sati.

### Satisymboliczne
W zapiskach istnieje wzmianka o dokonywaniu w niektórych społecznościach sati symbolicznego. Wdowa kładzie się obok ciała zmarłego męża, występują elementy ceremonii ślubnej i pogrzebowej, ale bez śmierci kobiety.

### Jauhar
Radźpucka praktyka jauhar, znana od Radżastanu po Madhya Pradesh, była zbiorowym samobójstwem społeczności znajdującej się w obliczu śmierci z rąk muzułmanów. Składała się ze złożenia w ofierze kobiet, dzieci i starców w tym samym momencie, kiedy walczący mężczyźni umierali w bitwie. Najsławniejsze z takich przypadków było samobójstwo Rani Padmini (królowej Chittorgarh żyjącej w XIV wieku).

### Pochówek
W niektórych społecznościach hinduskich obowiązywało grzebanie zmarłych. W tych rejonach odnotowano przypadki śmierci wdów, zakopanych żywcem wraz z ciałem zmarłego męża w ceremoniach bardzo podobnych do tych związanych z samospaleniem.

## Powszechność występowania

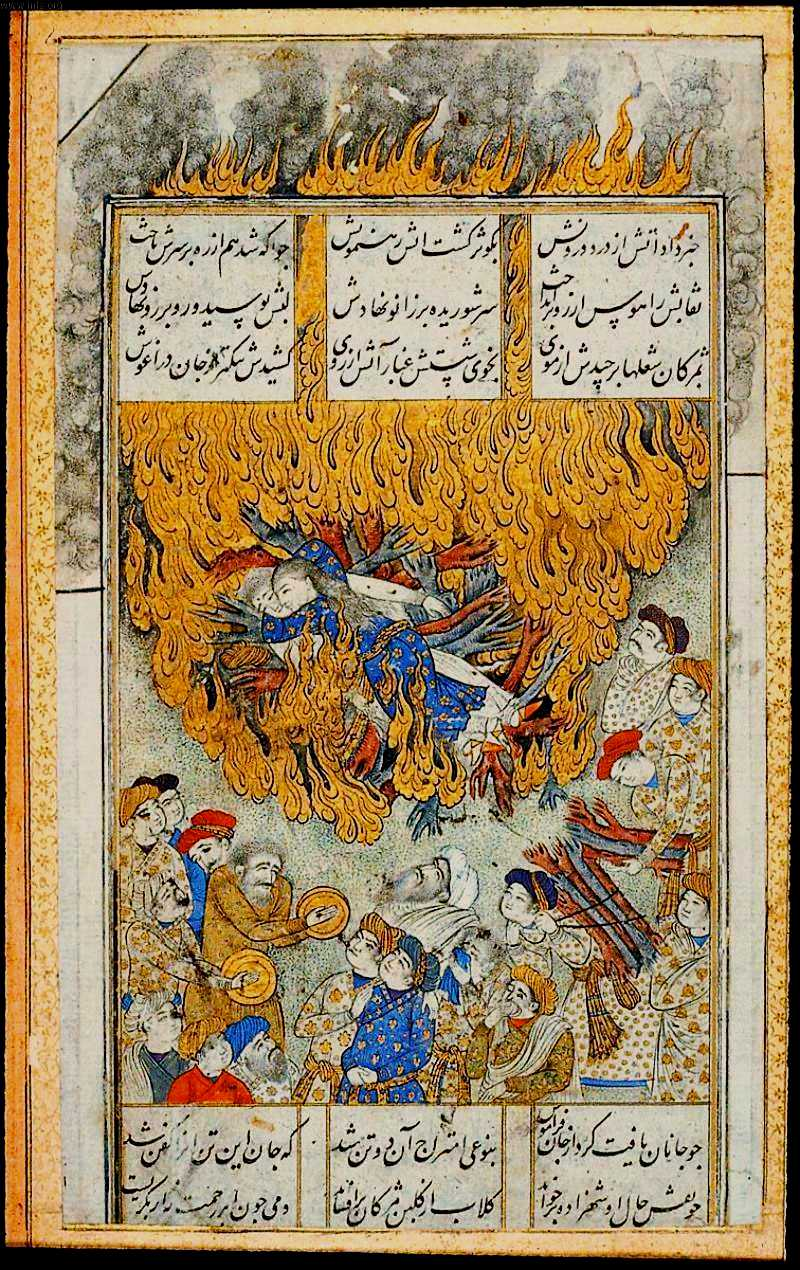
Żona skacze na stos pogrzebowy swojego męża, ilustracja z rękopisu Soz o gudaz Nauʿiego przypisywana Mohammadowi Ghasemowi. Isfahan, ok. 1650. Museum of Fine Arts w Bostonie

Dokumentacja na temat sati pojawia się na większości subkontynentu. Jednakże pomiędzy różnymi regionami i społecznościami można odnaleźć pewne różnice.

### Liczby
Nie ma wiarygodnych obliczeń dotyczących liczby śmierci poprzez sati dokonanych w całym kraju. Lokalne obliczenie tych przypadków miało miejsce na terenie Bengalu w trakcie rządów Brytyjskiej Kompanii Wschodnioindyjskiej. Liczba tych zdarzeń w latach 1815-28 wynosi 8135. Kolejne źródło podaje, że było ich 7941 w latach 1815-28, co daje przeciętną liczbę 507 do 562 przypadków rocznie. Raja Ram Mohan Roy szacuje, że w Bengalu było ich 10 razy więcej, niż w pozostałej części kraju.

### Społeczności
Mówi się, że rytuał sati był bardziej powszechny wśród wyższych klas i pomiędzy tymi, którzy uważali, że ich status społeczny wzrósł. Był za to mało znany lub nieznany wśród większości populacji Indii i grup plemiennych, jak również wśród niższych. Według przynajmniej jednego źródła rytuał ten był bardzo rzadki w późnym Imperium Mogołów poza żonami królewskimi, które płonęły na stosie męża. W południowych rejonach Indii, jak na przykład w Kerali lub Tulu, nawet wśród kast wyższych był to zwyczaj rzadki. Jednak w Karnatace i Tamilnadu pojawiał się dość często.

### Regionalne odmiany
Ceremonia sati znana jest w Radżastanie od wieku VI do dzisiaj. Połowa znanych kamieni sati znajduje się właśnie w Radżastanie. Niemniej jednak skalę gloryfikacji jaką osiągnęły te przypadki śmierci, które znamy, udowadniają, że nie działo się to aż tak często.
Zjawisko to występuje również na południu Indii od IX wieku poprzez czas trwania Imperium Widźajanagaru. Madhavacharya, który jest bodaj najbardziej znanym wśród tych, którzy usprawiedliwiał praktykę sati, był początkowo w tym królestwie ministrem sprawiedliwości. Rytuał był kontynuowany również po upadku imperium, ale raczej z mniejszą częstotliwością. W jednym przypadku ponad 50 kobiet popełniło sati w Widźajanagarze po bitwie pod Talikotą. W północno-zachodniej Karnatace można znaleźć około 50 kamieni sati, które zostały po bitwie przeniesione z Widźajanagaru, ale samo złożenie kobiet w ofierze mogło mieć miejsce gdzie indziej. Migrujący krewni sati brali za sobą kamienie na ich cześć i „wskrzeszali” w swoich nowych siedzibach. W archiwach istnieje zapisek, że minister królestwa Mysore zezwolił na dokonanie sati w 1805 roku.
W górnej części Niziny Gangesu zwyczaj ten nie był specjalnie rozpowszechniony. Najwcześniejsza próba jego powstrzymania przez władzę miała miejsce w czasie istnienia Sułtanatu Delhijskiego za rządów Muhammada Tughlaka w XIV wieku.
W dolnej części Niziny Gangesu rytuał sati osiągnął wysoki poziom dość późno. Według dostępnych dowodów i istniejących raportów dotyczących jego występowania, najliczniejsze przypadki sati ze wszystkich regionów i okresów wystąpiły w Bengalu i Biharze w drugiej połowie XVIII wieku i pierwszej połowie wieku XIX. Było to na początku panowania Brytyjczyków i przed jego formalnym zniesieniem. Na terenie Bengalu ewidencję prowadzono od 1813 do 1829 roku. Częstotliwość sati rosła w okresach biedy i głodu. Ram Mohan Roy zasugerował, że sati było najbardziej rozpowszechnione w Bengalu. Bardzo duża liczba zachowanych raportów bengalskich z tych czasów wskazuje, że był to w tym rejonie bardziej popularny rytuał.
W dzisiejszych czasach sati ogranicza się szczególnie do Radżastanu, głównie w lub niedaleko Shekhawati. Zdarzają się też przypadki z rejonu Niziny Gangesu.

### Aktualne wydarzenia
Sati nadal występuje, choć rzadko, na terenach wiejskich.
- Dobrze udokumentowany był przypadek 18-letniej Roop Kanwar z 1987 roku[44][45]. W odpowiedzi na to zdarzenie zostały uchwalone najnowsze przepisy przeciwko praktyce sati, początkowo przez rząd stanowy Radżastanu, następnie przez rząd centralny Indii. Na ceremonię upamiętniającą rytuał sati Roop w trzynastym dniu od śmierci wdowy przybyło ponad 50 tysięcy hinduistów[46].
- W 2002 roku 65-letnia kobieta o imieniu Kuttu zmarła w indyjskiej gminie Panna, siadając na stosie pogrzebowym swojego męża[45].
- W maju 2006 roku 35-letnia Vidjawati rzekomo popełniła sati  w gminie Fatehpur w stanie Uttar Pradesh, skacząc w ogień stosu pogrzebowego[47].
- 21 sierpnia 2006 roku 40-letnia kobieta została spalona na stosie pogrzebowym męża w gminie Sagar[48].
- 11 października 2008 roku 75-letnia kobieta popełniła sati w stanie Chhattisgarh (Raipur), skacząc w ogień stosu pogrzebowego swojego 80-letniego męża[49].

## Uzasadnienia i krytyka
Bramińscy uczeni usprawiedliwiają rytuał i dostarczają argumentacji z pism, które go opisują. Wychwalają rytuał jako wymagane zachowanie cnotliwych kobiet i mówią, że nie powinien być on uważany za samobójstwo, którego zakazują i do którego zniechęcają pisma. Uznawali to za akt niezrównanej pobożności, która miała oczyścić kobiety z grzechów, zagwarantować im zbawienie i zapewnić ponowne połączenie z mężem w zaświatach.

### Księgi prawnicze
Uzasadnienia rytuału można znaleźć w piśmie Wisznusmryti (datowana na lata od 700 do 1000 n.e.):
Teraz obowiązkami żony (są)… Po śmierci męża zachować czystość lub wspiąć się na stos pogrzebowy zaraz za nim.
Usprawiedliwienia praktyki można także znaleźć w późniejszym dziele Bryhaspatismryti (25-11). Również to pismo datowane jest na pierwsze tysiąclecie naszej ery. Manusmryti nie wspomina ani nie uzasadnia sati. Nakazuje jednak dozgonny ascetyzm większości wdów, niezależnie od wieku, w którym owdowiały.

### Pisma

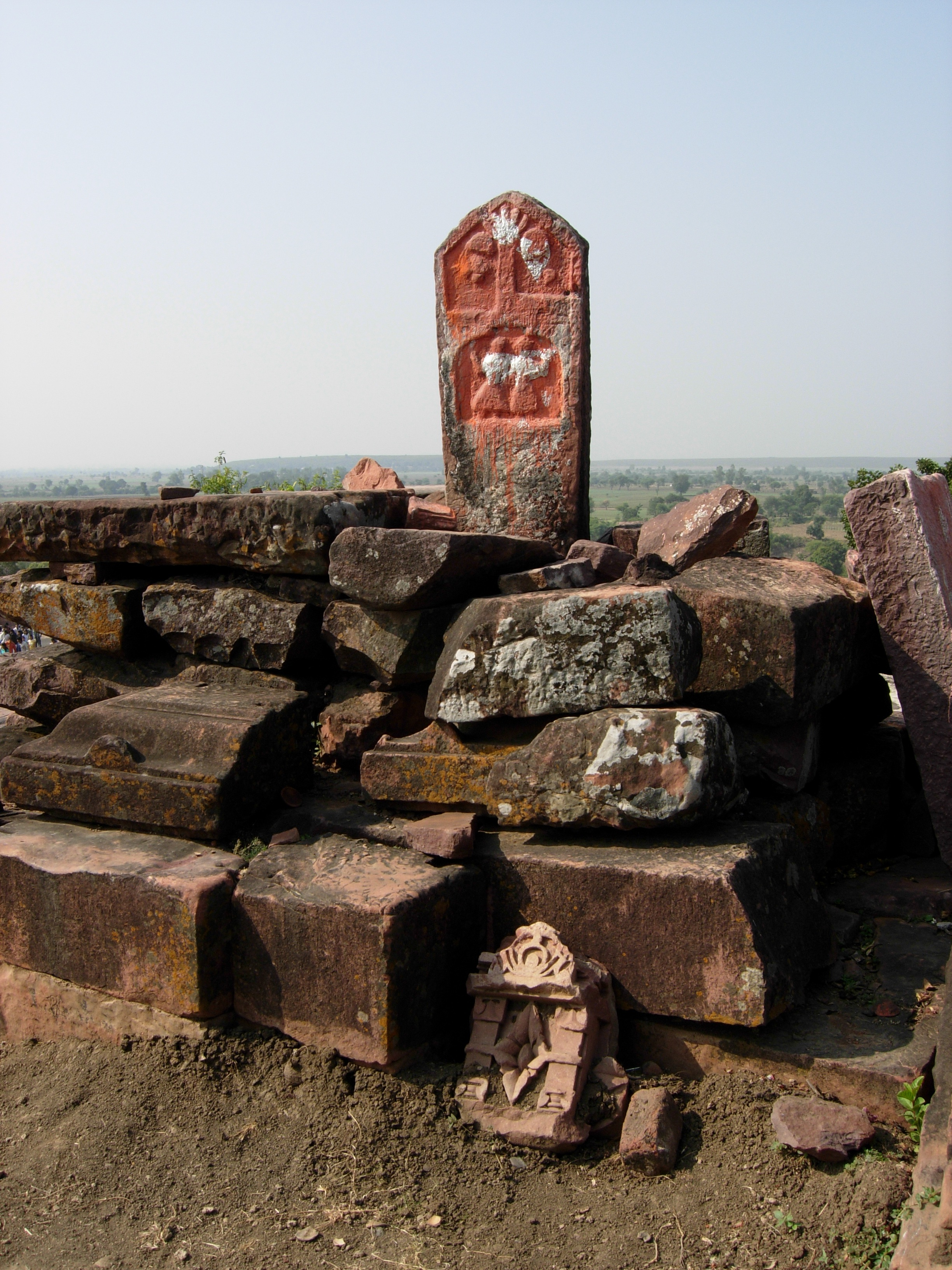
Kolumna sati na jednej ze świątyń w Bhojpur w stanie Madhya Pradesh.

Choć mit o bogini Sati mówi o żonie, która ginie w ogniu z własnej woli, nie jest to przypadek sati. Bogini nie była wdową, a mit nie jest związany z uzasadnieniem tego zwyczaju.
W Puranach można znaleźć przykłady kobiet, które popełniły sati i sugeruje się w nich, że był to czyn pożądany i godny pochwały: Żona, która umrze razem ze swoim mężem, pozostanie w niebie tyle lat, ile ma włosów na głowie. (Garuda Purana 1.107.29)
Według Ramashraya Sharmy nie ma definitywnych danych dotyczących zwyczaju sati w Ramajanie. Na przykład Tara, Mandorari i wdowy po Dasharacie żyły po śmierci swoich mężów, jednak wszystkie oznajmiły, że pragną umrzeć podczas opłakiwania swoich mężów. Pierwsze dwie ponownie wyszły za mąż – za braci swoich mężów. Jedyny przykład sati występuje w Uttara Kanda – uważanej za późniejszy dodatek do oryginalnej części – w której żona Kushadhwaja wykonuje sati. Adaptacja Ramajany w języku telugu, XIV wieczna Ranganatha Ramajana, mówi, że Sulochana, żona Indradźita, została sati na jego stosie pogrzebowym.
W Mahabharacie druga żona Pandu, Madri, składa siebie w ofierze. Wierzy, że jest odpowiedzialna za jego śmierć, ponieważ ciążyła na nim klątwa i jego śmierć miał spowodować stosunek seksualny. Zmarł, wykonując z Madri zakazany akt, a ona winiła się za to, że choć wiedziała o klątwie, nie odmówiła mu.
Fragmenty Atharwawedy zawierają rady dla wdów w żałobie i ich życiu po owdowieniu, łącznie z ponownym zamążpójściem.

### Kontrargumenty w hinduizmie
Nie są znane w hinduizmie żadne wczesne opisy czy krytyka ceremonii sati przed okresem Guptów, ponieważ była w tamtym czasie mało znana. Wyraźna jest późniejsza krytyka w pierwszym tysiącleciu naszej ery, w tym wygłoszona przez Medhatithi, komentatora wielu prac teologicznych. Uważał on tę praktykę za samobójstwo, co było sprzeczne z nauką Wed.
Człowiek nie powinien umierać, zanim nie przeminie okres jego życia.
Kolejnym krytykiem był Bana, który pisał w trakcie trwania rządów Harszy. Bana potępiał tę praktykę zarówno jako samobójstwo, jak i akt bezsensowny.
Ruchy reformatorskie i ruchy bhakti w hinduizmie, często o zabarwieniu antykastowym, faworyzowały społeczności egalitarne i w związku z tym generalnie potępiały tę praktykę, czasami kategorycznie. Alwarowie potępili sati w VI wieku, podobnie jak ruch Virashaiva w XVII i XVIII wieku.
W pierwszej połowie XIX wieku Ram Mohan Roy w ramach kampanii na rzecz zakazu sati napisał i rozpowszechnił argumenty udowadniające, że praktyka ta nie należała do hinduizmu.

### Niehinduistyczne poglądy i opinie
Religia sikhijska od swoich początków kategorycznie zakazuje sati.
Zapiski na temat sati pozostawili głównie ludzie przybywający z zachodniej i centralnej Azji oraz Europy. Te grupy były zafascynowane rytuałem i czasami opisywali go jako przerażający, ale także jako niezrównany akt oddania. Ibn Battuta opisał jeden z nich, ale twierdził, że zemdlał i upadł, po czym został wyniesiony z miejsca widowiska. Europejscy artyści w XVIII wieku namalowali wiele obrazów przeznaczonych na ich rynki rodzime, przedstawiających ceremonię i pokazujących wdowy jako kobiety heroiczne.
Kiedy islam ugruntował się już na subkontynencie indyjskim, poglądy na temat sati ulegać zaczęły zmianie i coraz częściej zaczęto go uważać za barbarzyński. Najwcześniejsze znane starania administracyjne, by powstrzymać tę praktykę, powzięte zostały przez zagraniczne rządy tureckie, w tym Muhammada Tughlaka.
Europejczycy również zmieniali podejście do zwyczajów lokalnych w momencie, gdy ich własne kraje zaczęły dominować nad siłami lokalnymi. Pierwszymi Europejczykami w Indiach byli Portugalczycy na Goa. Starali się oni usuwać lokalne praktyki, również sati, poprzez wprowadzanie chrześcijaństwa na kontrolowanych przez nich terytoriach. Brytyjczycy wkroczyli do Indii głównie w celach handlowych i we wczesnym okresie swoich rządów byli obojętni na praktyki lokalne. Rytuał sati i jego późniejszy zakaz prawny przez Brytyjczyków stał się standardowym usprawiedliweniem dla rządów brytyjskich. By opisać późniejsze podejście do rytuału sati, często podawany jest cytat z wypowiedzi Charlesa Napiera:
Palenie wdów jest waszym zwyczajem; przygotujcie stos pogrzebowy. Ale mój naród również posiada pewien zwyczaj. Gdy mężczyźni palą kobiety żywcem – wieszamy ich i konfiskujemy ich własność. Moi cieśle wznosić będą szubienice, na których będzie można wieszać wszystkich zaangażowanych. Stosujmy się więc wszyscy do naszych zwyczajów narodowych.
W artykule Can the Subaltern Speak? filozofka Gayatri Spivak pisze, w jaki sposób sati jest w prawie hinduskim formą kontrolowania kobiety, a według kolonialnego prawa brytyjskiego – formą więzienia dla kobiet, tzw. podwójnego wiązania autoekspresji przypisywanego chorobom psychicznym i odrzuceniu społecznemu. Kobieta popełniająca sati w pracy Spivak jest subalternem – podporządkowanym.

## W kulturze
Opis tego zwyczaju wykorzystał Jules Verne w powieści W osiemdziesiąt dni dookoła świata.